# Ali Ben Ayed

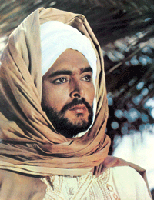
Ali Ben Ayed

Ali Ben Ayed (arabisch علي بن عياد, auch Aly Ben Ayed, * 15. August 1930 in Tunis; † 14. Februar 1972 in Paris) war ein tunesischer Film- und Theaterschauspieler sowie Regisseur. Er gehörte zu den wichtigsten Mimen des tunesischen Theaters.

## Leben
Bereits während seiner Ausbildung in der Schule und Hochschule zeigte er sich als begabt. Seine Faszination zum Theater veranlasste ihn, ins Ausland zu gehen, zunächst nach Frankreich, das zu dieser Zeit kulturell die stärkste Anziehungskraft auf sein Heimatland ausübte. Am Pariser Konservatorium studierte er Dramatic Arts in der Abschlussklasse von René Simon. 1955 setzte Ali Ben Ayed seine Studien in Kairo fort, ein Jahr später kehrte er nach Paris zurück, um Inszenierung und Beleuchtungskunst am Nationalen Volkstheater zu perfektionieren. Im Jahr 1960 ging er schließlich nach seiner Ausbildung in die USA.
Ali Ben Ayed war aktiv an der Entwicklung des tunesischen nationalen Theaters beteiligt, wo er oft inszenierte und wichtige Rollen spielte. Unter seiner Führung erlebte das Stadttheater von Tunis seine Blütezeit. Zwischen 1958 und 1971 war das Repertoire des Theaterschauspielers und Regisseurs Ali Ben Ayed reich und vielfältig: in diesen 14 Jahren inszenierte er mit seiner Truppe etwa 35 Theaterstücke und spielte selbst eine Rolle in 14 von ihnen. Er lege sehr viel internationale Stücke auf, die in tunesischen Dialekt übersetzt wurden: Oedipus Rex von Sophokles (1958), Hamlet (1959), Othello (1964) und Maß für Maß (1964), alle von Shakespeare, Albert Camus’ Caligula (1961), Der Geizige (1964) und Die gelehrten Frauen (1967) von Molière, Murad III., Yerma, Ali Baba und andere. Ali Ben Ayed erhielt Engagements in der Tschechoslowakei, Österreich, Frankreich, Algerien, Marokko, Ägypten und im Libanon.
Mit seinem Arbeitswillen und seinem Talent als Schauspieler und Regisseur hatte Ali Ben Ayed bedeutenden Einfluss auf die tunesischen Zuschauer und gab den Anstoß für die Weiterentwicklung anderer nationaler Theater im Land. Fasziniert von der Arbeit im Radio, produzierte er mehrere Rundfunksendungen, insbesondere im Zusammenhang mit der Bizerta-Krise, und nahm Theateraufführungen am Radio auf. Seit 1952 hat Ali Ben Ayed in Filmen mitgespielt. Der international bekannte Künstler hat 1968 die Rolle des Sultans Muhammad I. ar-Rashid in dem französischen Film Angélique und der Sultan von Filmemacher Bernard Borderie auf die Leinwand gebracht.

## Früher Tod
Am 9. Februar 1972 kam Ali Ben Ayed nach Paris für die Aufführung des Stückes von der Palästinensischen Revolution. Plötzlich wurde dem Künstler unwohl, drei Tage später wurden Blutungen im Gehirn diagnostiziert, am 14. Februar später starb er im Alter von nur 41 Jahren. Seine Frau überführte den Leichnam ihres Mannes nach Hause in Tunis, wo er am 17. Februar auf dem Friedhof Djellaz begraben wurde.
Das Lebenswerk von Ali Ben Ayed wurde von internationalen Würdenträgern präsentiert, so zum Beispiel in Marokko, wo er von König Hassan II für das Theaterstück „Caligula“ ausgezeichnet wurde. Im Juni 1967 erhielt Ayed vom damaligen tunesischen Präsidenten Habib Bourguiba für die Leistung in dem Theaterstück Die gelehrten Frauen einem präsidialen Preis.
In Tunis wurde eine Straße nach Ben Ali Ayed benannt.

## Filmografie (Auswahl)
- 1968: Angélique und der Sultan (Angélique et le sultan)